# Ellie Frankmonument
Het Ellie Frankmonument in Lienden is in 2010 opgericht ter nagedachtenis aan het gelijknamige meisje dat is omgekomen in de Tweede Wereldoorlog als gevolg van de Jodenvervolging door nazi-Duitsland. De ontwerper van het monument is Tony Bos.

## Geschiedenis achter het monument
Esther Jeannette Antoinnette (Ellie of Elly) Frank werd geboren op 19 december 1937 te Lienden. Zij was een dochter van Hartog Salomon (Sam) Frank en zijn vrouw Jacoba van Dijk. Zij werd door iedereen Ellie genoemd. Vader en moeder hadden een manufacturenwinkel in de Dorpsstraat van Lienden. Het runnen van de winkel eiste veel tijd van de ouders van Ellie, daarom werden zij en haar pleegzusje vaak verzorgd door het dienstmeisje Judith van de Berg. Tussen Judith en Ellie ontstond een hechte band. De familie Frank was het enige Joodse gezin in het kleine dorp Lienden en in die hoedanigheid kende vrijwel iedere Liendenaar het gezin.

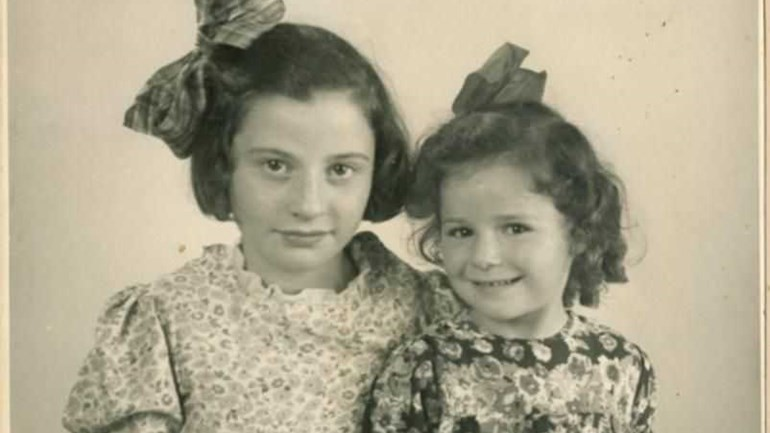
Ellie Frank (rechts) met haar pleegzusje Liesje

In mei 1940 vielen Duitse troepen Nederland binnen en bezetten het land. Al snel was de familie Frank verplicht de manufacturenwinkel te sluiten (Joden mochten geen zaken doen met niet-Joden). De net geïnstalleerde burgemeester Kamp kreeg in augustus 1942 bericht van het arbeidsbureau in Tiel dat hij de namen van alle Joodse inwoners van zijn gemeente door moest geven. Hartog Frank zag nog maar een uitweg en dat was onderduiken. De familie besloot om zonder Ellie onder te duiken bij een boerenfamilie in het naburige Kesteren. De Kesterse boer vond het te riskant om een jong meisje te verbergen. Zij zou zowel de familie Frank als de boer zelf kunnen verraden. Ellie werd op de avond voordat de familie onderdook ondergebracht bij het dienstmeisje Judith van de Berg.
Het nieuws dat Ellie bij Judith verbleef verspreidde zich snel door het dorp. Vervolgens contacteerde burgemeester Kamp de Sicherheitsdienst om advies in te winnen over wat te doen met het Joodse meisje in zijn gemeente. Kamp haalde samen met de dorpsagent Ellie persoonlijk op bij Judith, waarna de agent haar naar Den Haag bracht. Lange tijd was onduidelijk wat er met Ellie gebeurd was. In 1944 verscheen er nog een artikel in De Gelderlander waarin om informatie over Ellie werd gevraagd. Na de oorlog bleek dat Ellie Frank al op 17 september 1942 was omgebracht in concentratiekamp Auschwitz.
Het leven van Ellie inspireerde Els Florijn tot haar roman Het meisje dat verdween. Het geschiedenisprogramma Andere Tijden besteedde op 4 mei 2008 aandacht aan Ellies leven onder de titel De andere familie Frank.

## Vorm en materiaal
Het monument is een bronzen beeldje van een meisje dat Ellie Frank voorstelt. Het is inclusief sokkel 1,50 meter hoog.

## Symboliek
Het monument bestaat uit twee sokkels waarbij het beeldje dat verbindt wat door discriminatie en polarisatie uit elkaar getrokken is. Het moet een hoopvolle gedachte voor de toekomst overbrengen. Daardoor is het monument niet alleen een herinnering maar ook een boodschap.

## Locatie en initiatief tot oprichting
Het monument staat op het schoolplein van de Openbare Basisschool de Sterappel aan de Schoolstraat in Lienden. Initiatief tot oprichting kwam van de school zelf, in het bijzonder van leerkracht Annemarie Walravens. Tot haar pensionering vertelde zij het verhaal van Ellie jaarlijks aan groep 8. In 2023 schreef zij over Ellie het kinderboek Wij mochten er niet zijn.
Het monument werd onthuld door het voormalige dienstmeisje Judith van de Berg en het pleegzusje van Ellie, Liesbeth Dasberg.